# Завод метанолу у Намруп
Завод метанолу у Намруп – підприємство, яке діє на північному сході Індії у штаті Ассам.
Ще наприкінці 19 століття у штаті Ассам виявили поклади нафти. Під час розробки родовищ отримували суттєві обсяги попутного газу, який тривалий час не використовувався. Нарешті, в 1960-х – 1970-х роках організували монетизацію цього ресурсу, зокрема, шляхом виробництва метанолу. В 1976 році у Намрупі стала до ладу перша черга заводу, яка могла щодобово продукувати 21 тону метанолу, який в подальшому перетворювали на 36 тон формаліну.
В 1989-му ввели в дію другу чергу, що продукувала 100 тон метанолу на добу, а у 1997-му запустили другу лінію формаліну добовою потужністю 100 тон. В 2012-му останню модернізували із доведенням показника до 125 тон на добу.
Станом на початок 2020-х добова виробнича потужність заводу становила 100 тон метанолу та 125 тон формаліну. При цьому навесні 2023-го ввели в дію лінію з випуску метанолу, яка багаторазово збільшила можливості підприємства, оскільки здатна продукувати 500 тон на добу.
Необхідний для продукування метанолу природний газ підприємство отримує по перемичці довжиною 1 км з діаметром 100 мм від ТЕС Намруп, яка в свою чергу живиться від трубопроводу Дуліаджан – Намруп. 
Заводом опікується компанія Assam Petro-Chemicals Limited (APL). Певний час вона мала лістинг на фондовій біржі, проте після прийняття у 2010-х роках рішення про будівництво нової черги була знята з біржових торгів. Станом на початок 2020-х її акції розподілені майже виключно між державними структурами та компаніями – урядом Ассаму (37,46%), нафтогазовою Oil India Limited (OIL, 48,79%), Assam Industrial Development Corporation Ltd. (AIDC, 8,02%) та газотранспортною Assam Gas Company Limited (AGCL, 5,64%). Інші особи володіють лише 0,09% акцій.